# ФК Крузеиро
Крузеиро је бразилски фудбалски клуб из Бело Хоризонтеа, једини је клуб у Бразилу који је освојио троструку круну - Бразилску прву лигу, Бразилски куп и државно првенство Минас Жераиса, у истој години.
Клуб је основан 2. јануара 1921. године од стране спортиста из италијанске колоније Бело Хоризонтеа као Социета Спортива Палестра Италиа . Као резултат Другог светског рата , бразилска савезна влада је 1942. забранила употребу било каквих симбола који се односе на силе Осовине . Дана 7. октобра 1942.  чланови одбора клуба поново су крстили клуб новим именом. Крузеиро своје домаће утакмице игра на стадиону Минеирао , који тренутно прима до преко 60.000 гледалаца.
Крузеиро је након домаћег пораза против Палмеираса први пут у историји испао из Серије А. тачније, од 1959. године, од када се игра првенство у целом Бразилу, Крузеиро је био тек један од четири клуба који никада није испао из елитног ранга. Од 1921. до 1959. бразилски клубови играли су и лиге својих држава, а Крузеиро ни тамо није испао у нижи ранг од 1921.
У Крузеиру је први корак направио Роналдо Луис Назарио де Лима, дрес славног клуба кроз историју, носили су познати фудбалери као што су Вава, Тостао, Нелињо, Дида, Сорин, Рожерио Сени, Ривалдо и Фред.